# Lukáš Vopelka
Lukáš Vopelka (* 2. března 1996, České Budějovice) je český lední hokejista hrající na postu středního útočníka či křídla a bývalý mládežnický reprezentant, od sezóny 2022-23 působí v týmu Banes Motor České Budějovice. Mimo Česko působil na klubové úrovni ve Švédsku a na Slovensku.

## Hráčská kariéra
Svoji hokejovou kariéru začal v českobudějovickém týmu HC Mountfield. V průběhu mládeže zamířil do švédského mužstva Örebro HK, v jehož dresu nastupoval v žákovských kategoriích a připsal si také několik startů v "áčku" v SHL, do které s klubem postoupil v roce 2013. V průběhu ročníku 2015/16 jeho kroky směřovaly na hostování do celku HC Vita Hästen hrajícího druhou nejvyšší soutěž a v roce 2016 odešel na Slovensko do Slovanu Bratislava. V únoru 2017 přestoupil do Dukly Trenčín, jelikož "belasí" nepostoupili v KHL do vyřazovacích bojů. Dukle pomohl v baráži k záchraně ve slovenské extralize. V červenci 2017 se vrátil do vlasti a uzavřel smlouvu obsahující výstupní klauzuli s Mountfieldem HK z Hradce Králové působícím v nejvyšší soutěži.

## Klubové statistiky
| Sezona    | Klub                 | Soutěž              | Základní část | Základní část | Základní část | Základní část | Základní část | Play off | Play off | Play off | Play off | Play off |
| Sezona    | Klub                 | Soutěž              | Z             | G             | A             | B             | TM            | Z        | G        | A        | B        | TM       |
| --------- | -------------------- | ------------------- | ------------- | ------------- | ------------- | ------------- | ------------- | -------- | -------- | -------- | -------- | -------- |
| 2012/2013 | Örebro HK            | HockeyAllsvenskan   | —             | —             | —             | —             | —             | —        | —        | —        | —        | —        |
| 2013/2014 | Örebro HK            | SHL                 | 1             | 0             | 0             | 0             | 0             | —        | —        | —        | —        | —        |
| 2014/2015 | Örebro HK            | SHL                 | 2             | 0             | 0             | 0             | 0             | —        | —        | —        | —        | —        |
| 2015/2016 | HC Vita Hästen       | HockeyAllsvenskan   | 41            | 4             | 6             | 10            | 6             | —        | —        | —        | —        | —        |
| 2016/2017 | HC Slovan Bratislava | KHL                 | 42            | 2             | 4             | 6             | 8             | —        | —        | —        | —        | —        |
|           | HK Dukla Trenčín     | Slovenská extraliga | 8             | 2             | 4             | 6             | 14            | —        | —        | —        | —        | —        |
| 2017/2018 | Mountfield HK        | Česká extraliga     | 39            | 6             | 6             | 12            | 16            | 10       | 1        | 1        | 2        | 10       |
| 2018/2019 | Mountfield HK        | Česká extraliga     | 48            | 5             | 9             | 14            | 34            | 4        | 0        | 0        | 0        | 16       |
| 2019/2020 | Mountfield HK        | Česká extraliga     |               |               |               |               |               |          |          |          |          |          |

## Reprezentace
| Turnaj          | Místo konání                  | Z | G | A | B | TM | Umístění         |
| --------------- | ----------------------------- | - | - | - | - | -- | ---------------- |
| MS-18 2014      | Finsko (Lappeenranta, Imatra) | 7 | 1 | 1 | 2 | 0  | Stříbrná medaile |
| Celkem na MS-18 |                               | 7 | 1 | 1 | 2 | 0  |                  |